# Sosibi de Tàrent
Sosibi de Tàrent (en llatí Sosibius, en grec antic Σωσίβιος) va ser un militar grec d'origen egipci, capità de la guàrdia de Ptolemeu II Filadelf (283-246 aC).
Alguns suposen, i no és improbable, que era el pare del Sosibi que fou ministre principal de Ptolemeu IV Filopàtor i que va ajudar d'alguna manera a l'ascens del seu fill.